# Гері Чепмен
Чепмен Ґері англ. Gary Chapman — консультант з питань подружжя та сім'ї, доктор філософії.
Веде подружні семінари і регулярно консультує подружжя. Автор серії книг П'ять мов любові. Є директором компанії англ. Marriage and Family Life Consultants, Inc. Веде програми з питань шлюбу та сімейних відносин, що транслюються через більш ніж 100 радіостанцій і можуть бути почуті за допомогою Інтернету.

## Вибрана бібліографія
- Gary Chapman (2004). The Five Love Languages: How to Express Heartfelt Commitment to Your Mate (new edition). Northfield Press. ISBN 1-881273-10-5.
- Gary Chapman, Ross Campbell, M.D. (1997). The Five Love Languages of Children. Moody. ISBN 1-881273-65-2.
- Gary Chapman, Jennifer Thomas (2006). The Five Languages of Apology. Moody. ISBN 1881273571

## Переклади
- П'ять мов любови у подружжі. Львів, «Свічадо», 2019, переклад Олени Фешовець.
- П'ять мов любови для неодружених. Львів, «Свічадо», 2019, переклад Олени Фешовець
- П'ять мов любови до дітей. Львів, «Свічадо», 2016, переклад Наталки Римської